# Pływanie na Letnich Igrzyskach Olimpijskich 2024 – 200 m stylem grzbietowym kobiet
200 m stylem grzbietowym kobiet – konkurencja pływacka, która odbyła się podczas Letnich Igrzysk Olimpijskich 2024 w Paryżu. Eliminacje i półfinały zostały rozegrane 1 sierpnia, a finał 2 sierpnia 2024.

## Terminarz
| Data            | Godzina rozpoczęcia (CET) | Runda      |
| --------------- | ------------------------- | ---------- |
| 1 sierpnia 2024 | 11:00                     | Eliminacje |
| 1 sierpnia 2024 | 21:19                     | Półfinały  |
| 2 sierpnia 2024 | 20:37                     | Finał      |

## Rekordy
Rekord świata i rekord olimpijski przed rozpoczęciem zawodów:
| Rekord            | Zawodniczka    | Czas    | Miejsce | Data            |
| ----------------- | -------------- | ------- | ------- | --------------- |
| Rekord świata     | Kaylee McKeown | 2:03,14 | Sydney  | 10 marca 2023   |
| Rekord olimpijski | Missy Franklin | 2:04,06 | Londyn  | 3 sierpnia 2012 |

W trakcie zawodów ustanowiono następujące rekordy:
| Data       | Etap konkurencji | Zawodniczka    | Czas    | Rekord |
| ---------- | ---------------- | -------------- | ------- | ------ |
| 2 sierpnia | finał            | Kaylee McKeown | 2:03,73 | OR     |

## Wyniki

### Eliminacje
| Miejsce | Wyścig | Tor | Zawodniczka           | Reprezentacja                    | Czas    | Uwagi |
| ------- | ------ | --- | --------------------- | -------------------------------- | ------- | ----- |
| 1.      | 3      | 5   | Peng Xuwei            | Chiny                            | 2:08,29 | Q     |
| 2.      | 2      | 4   | Kylie Masse           | Kanada                           | 2:08,54 | Q     |
| 3.      | 4      | 4   | Kaylee McKeown        | Australia                        | 2:08,89 | Q     |
| 4.      | 4      | 5   | Phoebe Bacon          | Stany Zjednoczone                | 2:09,00 | Q     |
| 5.      | 2      | 3   | Honey Osrin           | Wielka Brytania                  | 2:09,57 | Q     |
| 6.      | 3      | 4   | Regan Smith           | Stany Zjednoczone                | 2:09,61 | Q     |
| 7.      | 3      | 7   | Anastasija Szkurdaj   | Indywidualni sportowcy neutralni | 2:09,64 | Q     |
| 8.      | 4      | 6   | Emma Terebo           | Francja                          | 2:09,66 | Q     |
| 9.      | 2      | 6   | Eszter Szabó-Feltóthy | Węgry                            | 2:09,72 | Q     |
| 10.     | 4      | 8   | Lee Eun-ji            | Korea Południowa                 | 2:09,88 | Q     |
| 11.     | 4      | 3   | Katie Shanahan        | Wielka Brytania                  | 2:09,92 | Q     |
| 12.     | 4      | 2   | Carmen Weiler         | Hiszpania                        | 2:10,09 | Q     |
| 13.     | 3      | 6   | Anastasia Gorbenko    | Izrael                           | 2:10,29 | Q     |
| 14.     | 4      | 1   | Pauline Mahieu        | Francja                          | 2:10,30 | Q     |
| 15.     | 2      | 7   | África Zamorano       | Hiszpania                        | 2:10,40 | Q     |
| 16.     | 4      | 7   | Dóra Molnár           | Węgry                            | 2:10,51 | Q     |
| 17.     | 2      | 5   | Jaclyn Barclay        | Australia                        | 2:10,53 |       |
| 18.     | 2      | 1   | Aviv Barzelay         | Izrael                           | 2:10,71 |       |
| 19.     | 3      | 2   | Camila Rebelo         | Portugalia                       | 2:11,26 |       |
| 20.     | 3      | 3   | Margherita Panziera   | Włochy                           | 2:11,60 |       |
| 21.     | 2      | 8   | Gabrieła Georgiewa    | Bułgaria                         | 2:12,15 |       |
| 22.     | 3      | 1   | Regan Rathwell        | Kanada                           | 2:12,21 |       |
| 23.     | 1      | 5   | Tatiana Salcuțan      | Mołdawia                         | 2:13,20 |       |
| 24.     | 3      | 8   | Adela Piskorska       | Polska                           | 2:13,39 |       |
| 25.     | 2      | 2   | Laura Bernat          | Polska                           | 2:14,57 |       |
| 26.     | 1      | 4   | Cindy Cheung          | Hongkong                         | 2:17,32 |       |
| 27.     | 1      | 3   | Anishta Teeluck       | Mauritius                        | 2:18,67 |       |

### Półfinały
| Miejsce | Wyścig | Tor | Zawodniczka           | Reprezentacja                    | Czas    | Uwagi |
| ------- | ------ | --- | --------------------- | -------------------------------- | ------- | ----- |
| 1.      | 1      | 5   | Phoebe Bacon          | Stany Zjednoczone                | 2:07,32 | Q     |
| 2.      | 2      | 5   | Kaylee McKeown        | Australia                        | 2:07,57 | Q     |
| 3.      | 2      | 3   | Honey Osrin           | Wielka Brytania                  | 2:07,84 | Q     |
| 4.      | 2      | 4   | Peng Xuwei            | Chiny                            | 2:07,86 | Q     |
| 5.      | 1      | 4   | Kylie Masse           | Kanada                           | 2:07,92 | Q     |
| 6.      | 1      | 3   | Regan Smith           | Stany Zjednoczone                | 2:08,14 | Q     |
| 7.      | 2      | 7   | Katie Shanahan        | Wielka Brytania                  | 2:08,52 | Q     |
| 8.      | 2      | 6   | Anastasija Szkurdaj   | Indywidualni sportowcy neutralni | 2:08,79 | Q     |
| 9.      | 1      | 6   | Emma Terebo           | Francja                          | 2:09,38 |       |
| 10.     | 2      | 2   | Eszter Szabó-Feltóthy | Węgry                            | 2:09,41 |       |
| 11.     | 1      | 1   | Pauline Mahieu        | Francja                          | 2:09,56 |       |
| 12.     | 1      | 8   | Dora Molnar           | Węgry                            | 2:09,83 |       |
| 13.     | 1      | 7   | Carmen Weiler         | Hiszpania                        | 2:09,99 |       |
| 14.     | 2      | 8   | África Zamorano       | Hiszpania                        | 2:10,63 |       |
| 15.     | 1      | 2   | Lee Eun-ji            | Korea Południowa                 | 2:11,86 |       |
| 16.     | 2      | 1   | Anastasia Gorbenko    | Izrael                           | 2:11,96 |       |

### Finał
| Miejsce | Tor | Zawodniczka         | Reprezentacja                    | Czas    | Uwagi |
| ------- | --- | ------------------- | -------------------------------- | ------- | ----- |
| 1 !     | 5   | Kaylee McKeown      | Australia                        | 2:03,73 | OR    |
| 2 !     | 7   | Regan Smith         | Stany Zjednoczone                | 2:04,26 |       |
| 3 !     | 2   | Kylie Masse         | Kanada                           | 2:05,57 |       |
| 4.      | 4   | Phoebe Bacon        | Stany Zjednoczone                | 2:05,61 |       |
| 5.      | 1   | Katie Shanahan      | Wielka Brytania                  | 2:07,53 |       |
| 6.      | 6   | Peng Xuwei          | Chiny                            | 2:07,96 |       |
| 7.      | 3   | Honey Osrin         | Wielka Brytania                  | 2:08,16 |       |
| 8.      | 8   | Anastasija Szkurdaj | Indywidualni sportowcy neutralni | 2:10,23 |       |